# Sarophorus latus
Sarophorus latus là một loài bọ cánh cứng trong họ Bọ hung (Scarabaeidae).